# Paul Koslo
Paul Koslo (* 27. Juni 1944 als Manfred Koslowski; † 9. Januar 2019 in Lake Hughes, Kalifornien) war ein deutsch-kanadischer Schauspieler.

## Leben
Als gebürtiger Deutscher wanderte er mit seiner Familie nach dem Zweiten Weltkrieg nach Kanada aus. Sein Vater war Berufssoldat bei der Wehrmacht gewesen. In Montreal besuchte er die National Theatre School. Im Laufe seiner Karriere verkörperte Koslo vor allem zwielichtige und etwas schäbige Figuren in Nebenrollen. Zu seinen bekannteren Filmrollen zählten die des Dutch in Der Omega-Mann (1971) neben Charlton Heston sowie die des Bürgermeisters in dem Westernepos Heaven’s Gate (1980). Daneben übernahm er zahlreiche Gastrollen in US-Fernsehserien. Sein Schaffen umfasst mehr als 100 Produktionen. Zuletzt trat er 2004 als Schauspieler in Erscheinung.
Neben seinen Film- und Fernsehrollen war Koslo 1974 einer der Gründer des The MET Theatre in Hollywood und war lange einer der Direktoren. Er war seit 1997 mit seiner Schauspielkollegin Allaire Paterson-Koslo verheiratet, das Paar hatte eine Tochter. Am 9. Januar 2019 starb er 74-jährig in Lake Hughes an einer Krebserkrankung.

## Filmografie (Auswahl)

### Filme
- 1970: Verdammt, verkommen, verloren – The Losers (The Losers)
- 1971: Der Omega-Mann
- 1971: Fluchtpunkt San Francisco
- 1972: Sinola
- 1973: Ein Mann geht über Leichen (The Stone Killer)
- 1973: Ein Fall für Cleopatra Jones
- 1973: Massenmord in San Francisco
- 1974: Das Gesetz bin ich
- 1975: Mit Dynamit und frommen Sprüchen
- 1975: Unter Wasser stirbt man nicht (The Drowning Pool)
- 1976: Reise der Verdammten
- 1979: Ein Mann räumt auf
- 1979: Die Sacketts (The Sacketts)
- 1980: Heaven’s Gate
- 1984: Glitter Dom – Im Würgegriff der Glitzerwelt (The Glitter Dome)
- 1985: City Commando (The Annihilators)
- 1988: Jimmy Reardon
- 1990: Robot Jox – Die Schlacht der Stahlgiganten
- 1990: Der Harte und der Zarte
- 1990: Starfire
- 1991: Xtro II: The Second Encounter
- 1992: Shadowchaser
- 1993: Chained Heat II
- 1999: Inferno

### Serien
- 1966: Festival (2 Folgen)
- 1972: Kobra, übernehmen Sie (Mission Impossible; 1 Folge)
- 1972: Der Chef (Ironside; 1 Folge)
- 1974: Rauchende Colts (Gunsmoke; 1 Folge)
- 1975: Petrocelli (1 Folge)
- 1975: Die Zwei mit dem Dreh (Switch; 1 Folge)
- 1976/1979: Hawaii Fünf-Null (Hawaii Five-O; 2 Folgen)
- 1976/1979: Detektiv Rockford – Anruf genügt (2 Folgen)
- 1977: Barnaby Jones (1 Folge)
- 1978: Dallas (1 Folge)
- 1979: CHiPs (1 Folge)
- 1979: Roots – Die nächsten Generationen (4 Folgen)
- 1980: Kampfstern Galactica (Galactica 1980; 1 Folge)
- 1980: Buck Rogers (1 Folge)
- 1980/1981: Der unglaubliche Hulk (The Incredible Hulk; 2 Folgen)
- 1981: Quincy (1 Folge)
- 1981: Hart aber herzlich (Hart to Hart; Fernsehserie, Folge Mörder im Sattel)
- 1983/1985: Das A-Team (The A-Team; 2 Folgen)
- 1984: Knight Rider (1 Folge)
- 1984: T. J. Hooker (1 Folge)
- 1984: Ein Duke kommt selten allein (The Dukes of Hazzard; 1 Folge)
- 1984: Das fliegende Auge (Blue Thunder; 1 Folge)
- 1985: Die Spezialisten unterwegs (Misfits of Science; 1 Folge)
- 1985: Wildside (1 Folge)
- 1985: Die Fälle des Harry Fox (Crazy Like a Fox; 1 Folge)
- 1985: The Hitchhiker (1 Folge)
- 1986: MacGyver (1 Folge)
- 1986: Ein Engel auf Erden (Highway to Heaven; 1 Folge)
- 1988: Highwayman (1 Folge)
- 1988: Falcon Crest (2 Folgen)
- 1989: Hunter (2 Folgen)
- 1990: Flash – Der Rote Blitz (1 Folge)
- 1990: The Outsiders (1 Folge)
- 1990: Alles Okay, Corky? (Life Goes On; 2 Folgen)
- 1998: Walker, Texas Ranger (1 Folge)
- 2000: Stargate – Kommando SG-1 (1 Folge)

### Als Filmproduzent
- 2004: Y.M.I.
- 2008: Alive or Dead